# Nicolas Changarnier

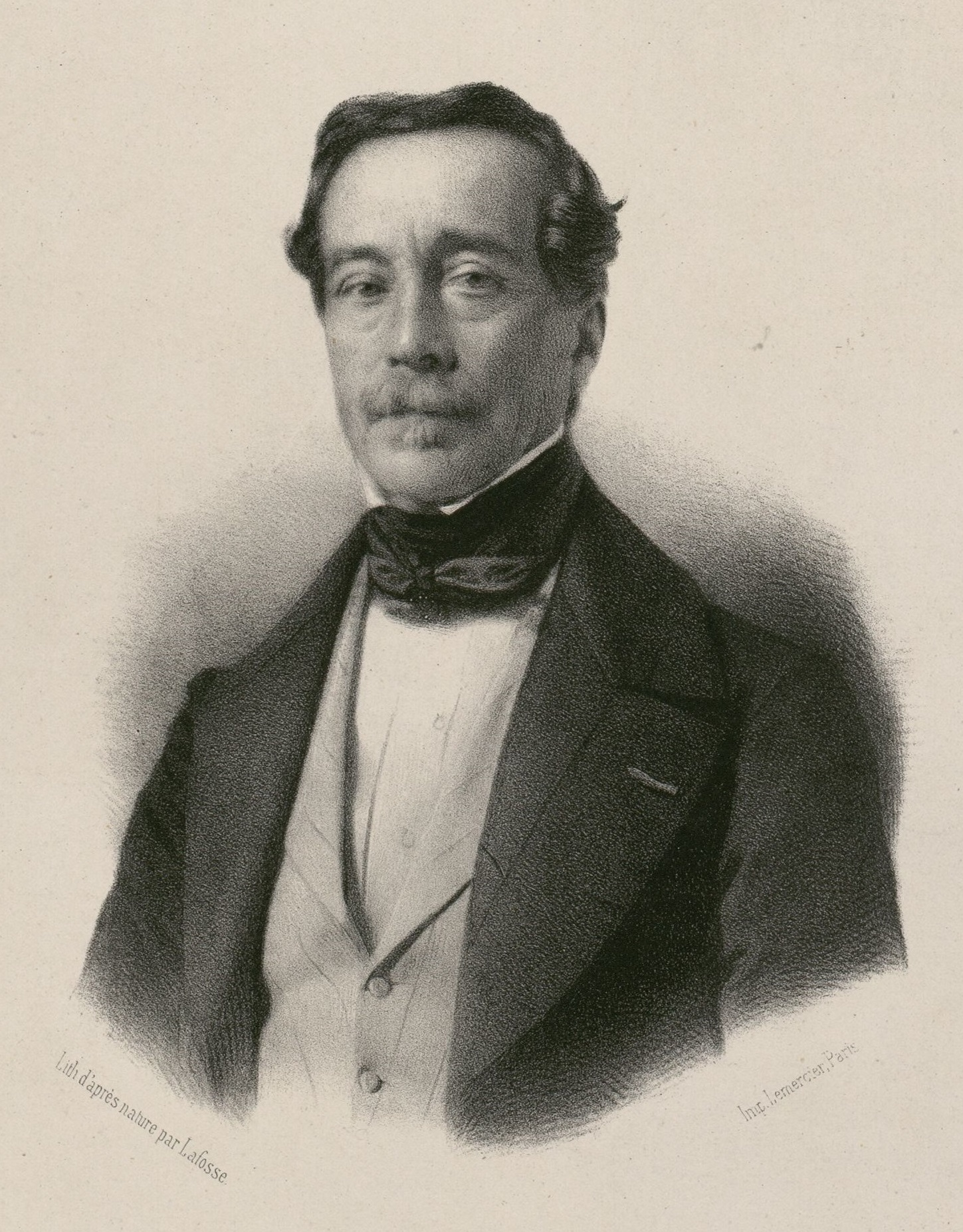
General Changarnier.

Nicolas Anne Théodule Changarnier, född 26 april 1793, död 14 februari 1877, var en fransk militär och politiker.
Efter en snabb militär karriär, främst i Algeriet, blev Changarnier brigadgeneral 1840, divisionsgeneral och militärbefälhavare i Algeriet 1843. Till sin politiska uppfattning var han monarkist och orléanist återvände han till Frankrike efter februarirevolutionen 1848, var en kort tid samma år generalguvernör i Algeriet, hemkom på nytt i juni, varefter han invaldes i nationalförsamlingen samt blev chef för nationalgardet och trupperna i Paris. Han motarbetade öppet prins Louis Napoléon, arresterades vid statskuppen 1851 och landsförvisades 1852. Först 1859 tilläts Changarnier återvända till Frankrike och levde därefter som privatman fram till fransk-tyska krigets utbrott, då han erbjöd kejsaren sina tjänster. Han fick inget armékommando men tjänstgjorde vid Rhenarméns huvudkvarter, inneslöts tillsammans med François Achille Bazaine och dennes armé i Metz, där han förgäves försökte att med underhandlingar förhindra kapitulationen. År 1871 blev Changarnier medlem av nationalförsamlingen, där han försvarade Bazaine och röstade med orléanisterna. År 1875 blev han livstidssenator.